# Ivana Baquero
Ivana Baquero Macías (Barcelona, 11 de junho de 1994) é uma atriz espanhola, mais conhecida por interpretar Eretria na série de televisão The Shannara Chronicles.

## Filmografia
- 2019 - Alta Mar - Eva
- 2016 - Demonios tus Ojos - Aurola
- 2016 - Gelo - Catarina Joana
- 2016 - The Shannara Chronicles - Eretria
- 2014 - El Club de los Incomprendidos - Meri
- 2013 - Another Me - Kaylie
- 2011 - The Red Virgin(curta) - Hildegart Rodriguez
- 2010 - Absencia(curta) - Lena
- 2010 - Keeper Of The Pinstripes - Mary Reyes
- 2009 - The New Daughter - Louisa James
- 2008 - The Anarchist's Wife- Paloma
- 2007 - Las Mujeres del Anarquista, dirigida por Peter Sehr y Marie Nöelle
- 2006 - O Labirinto do Fauno(Pan's Labyrinth), dirigida por Guillermo del Toro
- 2006 - Cuento de navidad, dirigida por Paco Plaza
- 2005 - Frágiles(Terror em Mercy Fall), dirigida por Jaume Balagueró
- 2005 - María y Assou, dirigida por Sílvia Quer
- 2004 - Rottweiler, dirigida por Brian Yuzna
- 2003 - Romasanta. La caza de la bestia (Romasanta - A Casa da Besta), dirigida por Paco Plaza

## Prêmios

### Indicações
- Young Artist Award: Best Performance in an International Feature Film - Leading Young Actor or Actress (El laberinto del fauno)
- Cinema Writers Circle (Spain): Best New Artist (Premio Revelación) (El laberinto del fauno)
- Chicago Film Critics Association Awards: Most Promising Performer (El laberinto del fauno)
- Broadcast Film Critics Association Awards: Best Young Actress (El laberinto del fauno)
- Academy of Science Fiction, Fantasy & Horror Films, USA: Best Performance by a Younger Actor (El laberinto del fauno)
- Premis Butaca 2007: Best Catalan Actress (El laberinto del fauno)

### Conquistas
- Turia Awards: New Best Actress (El laberinto del fauno)
- Spanish Actors Union: Female (Categoría Femenina) (El laberinto del fauno)
- Premios ACE: Best New Actress (El laberinto del fauno)
- Premios Goya 2007: Mejor Actriz Revelación (El laberinto del fauno)
- Saturn Awards: Best Performance by a Younger Actor(El laberinto del fauno)
- Imagen Awards: Best Actress (El laberinto del fauno)